# Медвеђа рупа
Медвеђа рупа (мкд. Мечкина Дупка) једна је од пећина у Северној Македонији. Пећина се налази источно од града Охрида, на надморској висини од 810 метара. Дужина пећине је 23 метара. Укупна површина пећине је 55,72 m2.